# Cyperus duripes
Cyperus duripes är en halvgräsart som beskrevs av Ivan Murray Johnston. Cyperus duripes ingår i släktet papyrusar, och familjen halvgräs.
Artens utbredningsområde är Revillagigedoöarna (Mexiko). Inga underarter finns listade i Catalogue of Life.